# Mycielski Hrabia

Mycielski Hrabia, częściowo w stylu graficznym Tadeusza Gajla

Mycielski Hrabia (Dołęga odmienny) – herb hrabiowski nadany w Prusach przedstawicielom polskiego rodu szlacheckiego herbu Dołęga.

## Opis herbu
Opis zgodnie z klasycznymi regułami blazonowania:
Na tarczy obramowanej srebrem w polu błękitnym ze środka podkowy srebrnej z krzyżem kawalerskim złotym zaćwieczonym na barku, strzała srebrna grotem w dół. Nad tarczą korona hrabiowska, nad którą hełm z klejnotem w koronie: skrzydło orle srebrne, przeszyte takąż strzałą. Labry: błękitne, podbite srebrem.

## Najwcześniejsze wzmianki
Herb z pruskim tytułem hrabiowskim otrzymał Józef Mycielski 20 czerwca 1822 roku. Tytuł potwierdzony został w Prusach dla braci Stanisława, Teodora i Alfreda oraz dla Franciszka w Austrii 16 kwietnia 1869 roku.
Wizerunek herbu pojawia się w herbarzu pruskim braci Tyroff w 1828 roku, oraz u Maximilliana Gritznera i Adolfa Hildebrandta w herbarzu rodów hrabiowskich z 1889 roku. W herbarzu Siebmachera z 1857 roku herb przedstawiono bez obramowanej tarczy oraz korony hrabiowskiej. Nad tarczą znalazł się hełm nakryty zwykłą koroną, spod której spływał płaszcz, nie labry. Juliusz Karol Ostrowski przytoczył w 1906 roku opis i wizerunek herbu m.in. za Gritznerem i Siebmacherem.

## Herbowni
Jedna rodzina herbownych (herb własny):
Hrabia (graf) Mycielski.